# Argamasilla de Calatrava
Argamasilla de Calatrava ist ein zentralspanischer Ort und eine Gemeinde (municipio) mit 5.802 Einwohnern (Stand: 2024) im Zentrum der Provinz Ciudad Real in der autonomen Region Kastilien-La Mancha. 

## Lage und Klima
Argamasilla de Calatrava liegt in der weitgehend ebenen und wasserarmen Landschaft von La Mancha knapp 40 km (Fahrtstrecke) südsüdöstlich der Provinzhauptstadt Ciudad Real bzw. ca. 220 km südsüdöstlich von Madrid in einer Höhe von ca. 675 m. Das Klima ist gemäßigt bis heiß; der eher spärliche Regen (ca. 454 mm/Jahr) fällt – mit Ausnahme der zumeist eher trockenen Sommermonate – verteilt übers Jahr.

## Bevölkerungsentwicklung
| Jahr      | 1970 | 1981 | 1991 | 2001 | 2011 | 2021 |
| Einwohner | 6678 | 5968 | 5500 | 5372 | 5941 | 5853 |

Trotz der Mechanisierung der Landwirtschaft, der Aufgabe bäuerlicher Kleinbetriebe („Höfesterben“) und dem daraus resultierenden Verlust von Arbeitsplätzen ist die Einwohnerzahl der Gemeinde in der zweiten Hälfte des 20. Jahrhunderts nur leicht gesunken.

## Sehenswürdigkeiten

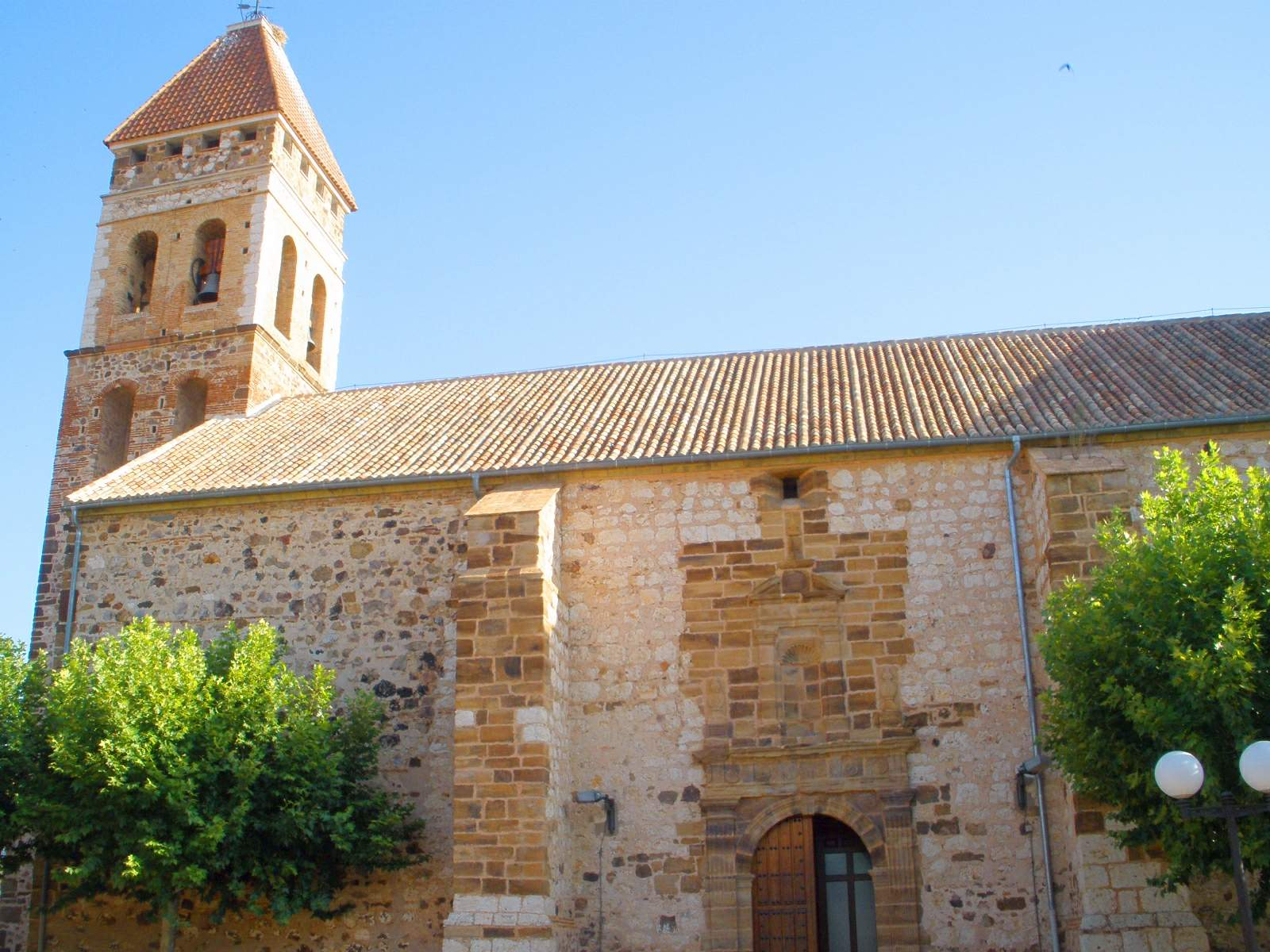
Kirche Mariä Erscheinung
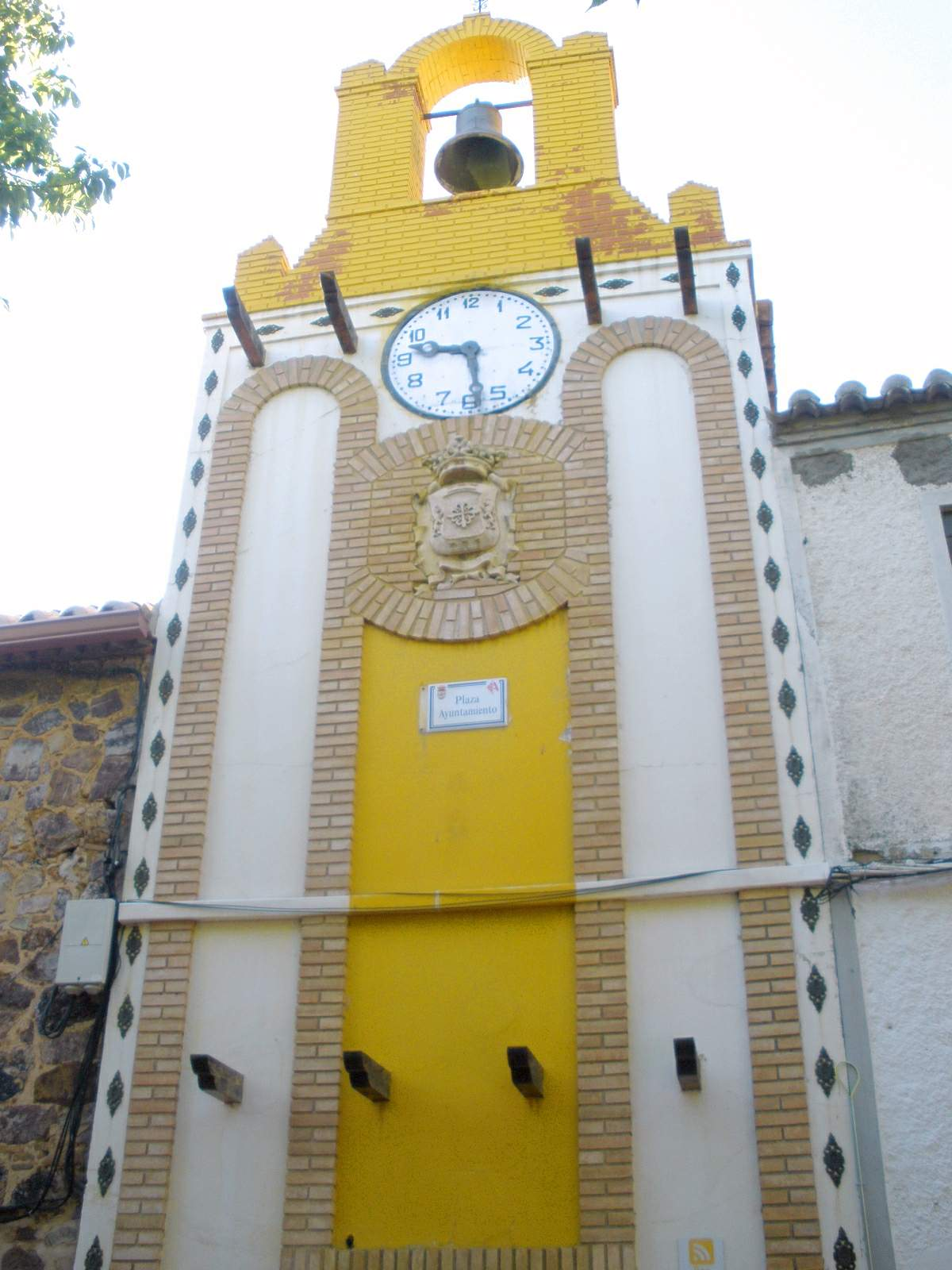
Uhrenturm
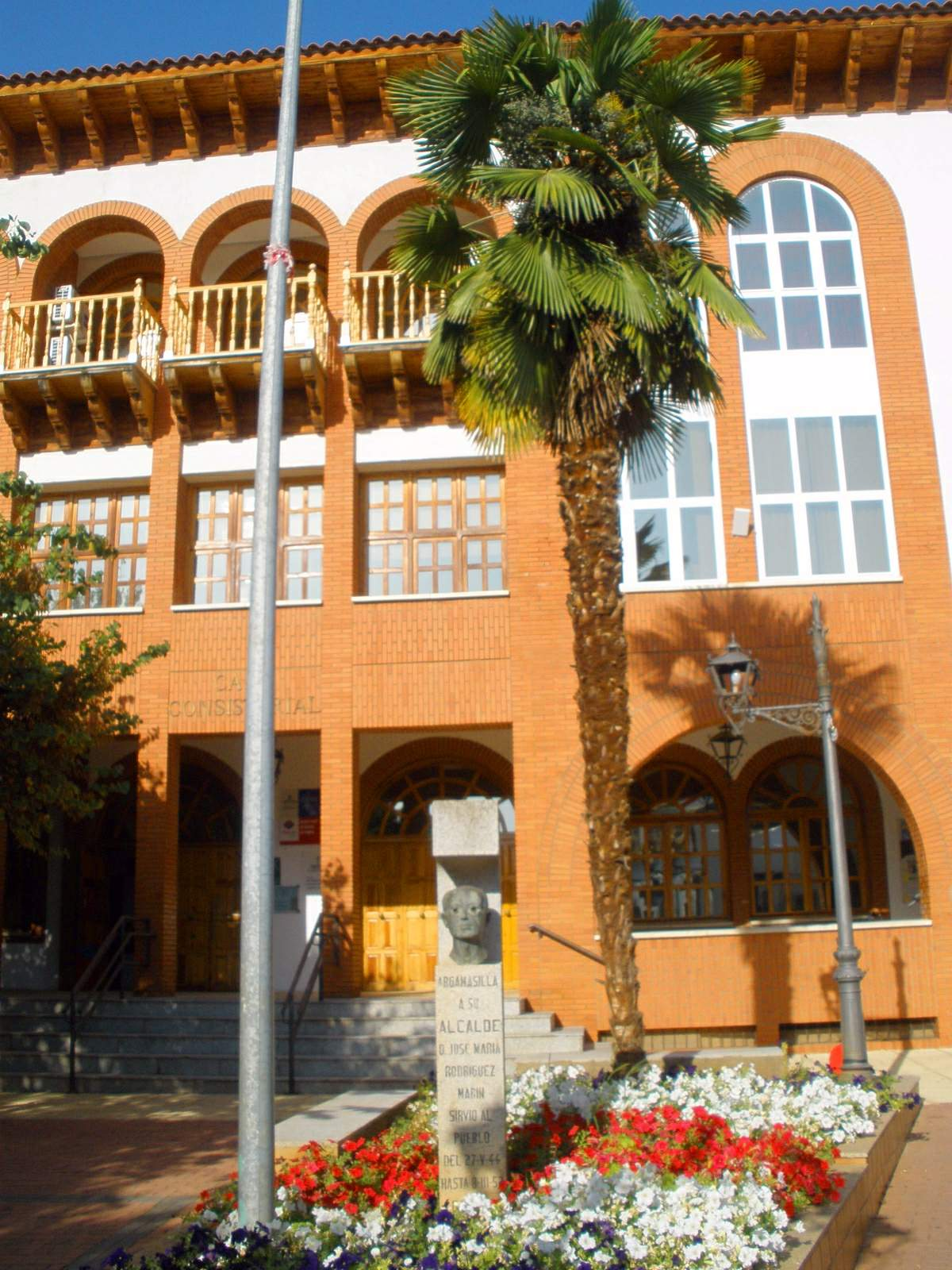
Rathaus

- Kirche Mariä Erscheinung
- Uhrenturm
- Rathaus

## Persönlichkeiten
- Daniel Rubio Sánchez (1883–1968), Architekt